# Volda
Volda ist ein Ort und eine Kommune des norwegischen Fylke Møre og Romsdal. Das Verwaltungszentrum der Kommune ist Volda.
Die höchste Erhebung ist der 1482 Meter hohe Kyrkjefjellet, die größte Wasserfläche im Binnenland ist der Hornindalsvatnet. Am Bjørkedalsvatnet liegt das bekannte Bootsbauerdorf Bjørkedal.
Benachbarte Kommunen sind Ørsta, Ulstein und Vanylven sowie die Kommunen Stryn und Stad des angrenzenden Fylke Vestland.
Zum 1. Januar 2020 kam die Kommune Hornindal aus dem aufgelösten Fylke Sogn og Fjordane zu Volda. Dadurch wuchs Volda von 656,49 km² auf 876,87 km².

## Bildung
In der Stadt Volda befindet sich die 1994 gegründete staatliche Hochschule Høgskulen i Volda (vorher Møre og Romsdal Distriktshøgskule). Schon in den Jahrzehnten davor hatte Volda eine große Bedeutung durch die 1895 gegründete Lærerskule vor allem für die Lehrerausbildung und durch Voldens høiere Almueskole, die von 1861 bis 1880 bestand.
Begünstigt wurde dies durch die Rolle der Gemeinde für die Geschichte der norwegischen Lokalpresse. Hier entstand durch den Lensmann und Buchdrucker Sivert Knudsen Aarflot und dessen Sohn Rasmus 1810 mit dem Norsk Landboeblad die erste Lokalzeitung des Landes.

## Verkehr
Volda liegt an der Europastraße 39. Rund vier Kilometer nördlich der Stadt befindet sich der Flughafen Ørsta-Volda, Hovden.

## Sehenswürdigkeiten
- Die Volda Kyrkje ist eine 1932 in Volda erbaute Kreuzkirche mit einer Furtwänglerorgel. Sie wurde von Arnstein Arneberg entworfen und von Hugo Lous Mohr mit einem Fresko geschmückt, das den auferstandenen Christus in einer Mandorla zeigt. Die alte Holzkirche war 1929 abgebrannt.
- Das Freilichtmuseum Volda Bygdetun in Volda.
- Die hölzerne Dalsfjord Kyrkje ist eine 1910 erbaute Kreuzkirche mit 400 Sitzplätzen in Dalsfjord.
- Das Aarflotmuseet ist ein Museum mit eigener Druckerei in Eikset.

## Persönlichkeiten
- Olav Riste (1933–2015), Historiker
- Fredric Holen Bjørdal (* 1990), Politiker